# زندگی شخصی او
زندگی شخصی او (انگلیسی: His Private Life) یک فیلم کوتاه کمدی به کارگردان راسکو آرباکل است که در سال ۱۹۲۶ منتشر شد.

## گزیدهٔ بازیگران
- لوپینو لین
- ویرجینیا وَنس
- جرج دیویس
- گلن کاوندر
- والاس لوپینو